# Giesen
Giesen är en kommun och by i delstaten Niedersachsen i Tyskland. Den ligger i Landkreis Hildesheim, 6 kilometer nordost om Hildesheim, och 22 kilometer sydost om Hannover.
Giesens kommun omfattar fem byar:
- Ahrbergen (folkmängd: 2 091)
- Emmerke (folkmängd: 1 842)
- Giesen (folkmängd: 3 563)
- Groß Förste (folkmängd: 878)
- Hasede (folkmängd: 1 606)